# 康斯坦丁·德斯克列斯库
康斯坦丁·德斯克列斯库（羅馬尼亞語：Constantin Dăscălescu，發音：[konstanˈtin dəskəˈlesku]；1923年7月2日—2003年5月15日) 罗马尼亚政治家，在尼古拉·齐奥塞斯库任总书记的共产党统治时期，到1989年罗马尼亚革命期间担任部长会议主席（总理）(1982年5月21日—1989年12月22日)。

## 生平
德斯克列斯库出生于布雷亚扎的一个工人家庭。1945年加入罗马尼亚共产党，先后毕业于普洛耶什蒂党校和布加勒斯特经济研究学院。1952-1956年任普洛耶什蒂党校校长。1956-1959年任罗马尼亚工人党（1948年2月罗马尼亚共产党与社会民主党合并为罗马尼亚工人党，1965年7月恢复共产党名称）普洛耶什蒂州委组织书记。1959-1962年在莫斯科苏共中央高级党校学习。1962-1965年任加拉茨州委组织书记，1965-1974年任罗共加拉茨州委第一书记。作为党总书记尼古拉·齐奥塞斯库的亲信，受到齐奥塞斯库的提拔和重用，1972-1975年任国务委员会委员。1974-1976年先后任罗共中央宣传部部长和党中央组织部第一副部长。
1976年6月-1978年5月任罗共中央书记处书记，主管农业工作，从此进入罗共最高领导层。1976-1978年兼任全国农业生产合作社联合会主席。1977年4月又兼任全国农业委员会副主席。1978-1982年任经济和社会组织委员会主席。1979年11月23日-1982年5月21日任罗共中央书记处书记兼中央组织部部长。1982年5月21日任部长会议主席（总理），接替因经济改革失败成为“替罪羊”的伊利耶·维尔德茨，同年12月起兼任经济和社会发展最高委员会第一副主席。
作为名义上的政府首脑，德斯克列斯库并无太多权力，政府的实际权力掌握在齐奥塞斯库的夫人，部长会议第一副主席埃列娜·齐奥塞斯库手中。
德斯克列斯库在1978年3月当选为罗共中央政治执行委员会委员（政治局委员）。1979年11月罗共“十二大”、1984年11月罗共“十三大”、1989年11月罗共“十四大”上均当选为党中央政治执行委员会委员（政治局委员）、中央政治执行委员会常设局委员（政治局常委）。

## 羅馬尼亞革命
1989年12月22日齐奥塞斯库政权被推翻，总统夫妇出逃，德斯克列斯库曾在羅馬尼亞共產黨總部陽台上与前总理维尔德茨准备组建临时政府，接管政权，但由于得不到台下群众的支持而流产。德斯克列斯库作为政府首脑在签署释放所有政治犯和因示威游行而被逮捕的人的法令后向台下民眾宣布政府辞职，随后被接管国家权力的罗马尼亚救国阵线逮捕。
1990年，德斯克列斯库被控犯有“种族灭绝罪”，同年因重病停止受审。1991年，德斯克列斯库被罗马尼亚最高法院以“严重谋杀罪”判处无期徒刑，五年后因健康原因获释。被释放后，他过着默默无闻的生活。2003年5月15日，德斯克列斯库病逝于布加勒斯特，享年80岁。